# Sojoez MS-04
Sojoez MS-04 (Russisch: Союз МС-04) is een ruimtevlucht naar het Internationaal ruimtestation ISS. Het was de 133ste vlucht van een  Sojoez-capsule en de vierde van het nieuwe Sojoez MS-type. De lancering vond plaats op 20 april 2017. Tijdens deze vlucht werden twee bemanningsleden naar het Internationaal ruimtestation ISS vervoerd worden voor ISS-Expeditie 51.

## Bemanning
| Positie           | Ruimtevaarder                            |
| ----------------- | ---------------------------------------- |
| Commandant        | Fjodor Joertsjichin, RSA 5e ruimtevlucht |
| Flight Engineer 1 | Jack Fischer, NASA 1e ruimtevlucht       |

### Reservebemanning
| Positie           | Ruimtevaarder          |
| ----------------- | ---------------------- |
| Commandant        | Sergej Rjazanski, RSA  |
| Flight Engineer 1 | Randolph Bresnik, NASA |

Dit is eveneens de hoofdbemanning voor Sojoez MS-06, een ruimtevlucht die gepland staat voor september 2017.